# Jean Georges Baer
Jean Georges Baer (* 12. Februar 1902 in London; † 21. Februar 1975 in Neuenburg) war ein Schweizer Parasitologe und Umweltaktivist.
Baer studierte in Neuenburg, Genf und Paris Naturwissenschaften. In Frankreich arbeitete er mit Charles Joyeux zusammen. Er war bis zu  seiner Emeritierung 1972 Professor für Zoologie an der Universität Neuenburg. Von 1949 bis 1951 leitete er die Universität als Rektor. Wie vor ihm schon einige Wissenschaftler des Zoologischen Instituts Neuenburg erforschte er die Lebensweise tierischer Parasiten, unter anderem der Plattwürmer und Bandwürmer. Sein 1951 erschienenes Werk Ecology of animal parasites gilt als Klassiker auf diesem Fachgebiet. Von ihm sind mehrere Fachartikel der Encyclopædia Universalis. Von ihm stammt ein bedeutender Teil der Parasitensammlung des Naturmuseums Genf.
Der Neuenburger engagierte sich für den Schweizerischen Nationalfonds zur Förderung der wissenschaftlichen Forschung und als Präsident der Schweizerischen Nationalparkkommission.
Jean Georges Baer war Vizepräsident der Internationalen Union von Biologenvereinigungen und von 1958 bis 1963 Präsident der Weltnaturschutzunion IUCN. Er wirkte in dieser Zeit bei der Gründung des WWF mit. Für die UNESCO war er im Galapagos-Komitee aktiv, das die Wirksamkeit der über die Galapagosinseln verfügten Schutzmassnahmen überprüfte.
Die Universität Montpellier ernannte ihn zum Ehrendoktor.

## Werke
- Die Cestoden der Säugetiere Brasiliens. In: Senckenbergische Naturforschende Gesellschaft, 1927.
- Etude monographique du groupe des temnocéphales. In: Bulletin Biologique de la France et de la Belgique, vol. 65, 1931, S. 1–406.
- Le Parasitisme. Lausanne 1946.
- Ecology of Animal Parasites. 2. Aufl. 1952.
- Revision taxinomique et étude biologique des Cestodes de la famille des Tetrabothriidae. Parasites d'oiseaux de haute mer et de mammifères marins. Neuchâtel 1954.
- Tierparasiten. Anpassung, Umwelt, Entwicklung. 1972, ISBN 3-463-15569-9.